# رابرت جی میرس
رابرت جِی میرس (به انگلیسی: Robert J. Mears) فیزیکدان و مهندس انگلیسی است. در دهه ۱۹۸۰ دکتر میرس اختراع تقویت‌کننده فیبر آلایش‌شده با اربیوم (EDFA) را با کمک اعضای گروه تحقیقاتی اپتوالکترونیک به رهبری اَلِک گامبیلینگ و دیوید پِین اختراع و به نمایش گذاشت. در سال ۲۰۰۱ او اتومرا را تأسیس کرد و به عنوان CTO رهبری اختراع و توسعه فناوری میرس سیلیکون (MST)، روشی برای بهبود تحرک (به انگلیسی: mobility) و سایر ویژگی‌های ادوات نیم‌رسانا را بر عهده داشت. میرس بیش از ۲۵۰ نشریه و ثبت اختراع را تألیف یا مشارکت داشته‌است، و هم-مخترع (به انگلیسی: co-inventor) 46 امتیاز ثبت اختراع در ایالات متحده است. او عضو برجسته کالج پمبروک، کمبریج است.